# Raoul
|  | Per a altres significats, vegeu «Jean-Marie Raoul». |

Raoul és una concentració de població designada pel cens a l'estat de Geòrgia (Estats Units). Segons el cens del 2000 tenia 1.816 habitants.

## Demografia
Segons el cens del 2000, Raoul tenia 1.816 habitants, 245 habitatges, i 180 famílies. La densitat de població era de 359,6 habitants/km².
Dels 245 habitatges en un 31,8% hi vivien nens de menys de 18 anys, en un 58,4% hi vivien parelles casades, en un 9,4% dones solteres, i en un 26,5% no eren unitats familiars. En el 23,3% dels habitatges hi vivien persones soles el 7,3% de les quals corresponia a persones de 65 anys o més que vivien soles. El nombre mitjà de persones vivint en cada habitatge era de 2,54 i el nombre mitjà de persones que vivien en cada família era de 2,94.
Per edats la població es repartia de la següent manera: un 14,4% tenia menys de 18 anys, un 37,3% entre 18 i 24, un 32,3% entre 25 i 44, un 11,4% de 45 a 60 i un 4,5% 65 anys o més.
L'edat mediana era de 24 anys. Per cada 100 dones de 18 o més anys hi havia 542,1 homes.
La renda mediana per habitatge era de 35.192$ i la renda mediana per família de 36.538 $. Els homes tenien una renda mediana de 25.313 $ mentre que les dones 18.750 $. La renda per capita de la població era de 6.871 $. Entorn del 14,4% de les famílies i el 18,7% de la població estaven per davall del llindar de pobresa.

## Poblacions properes
El següent diagrama mostra les poblacions més properes.